# Нессельроде, Фёдор Карлович
Граф Фёдор Ка́рлович Нессельро́де (нем. Friedrich Karl Reichsgraf von Nesselrode-Ehreshoven; 10 января 1786, Санкт-Петербург — 10 июля 1868, Варшава) — генерал-лейтенант, начальник 3-го округа (Царство Польское) Корпуса жандармов.

## Биография
Отец — граф Карл Фридрих Александр, мать — графиня Жозефина Гацфельд-Вильденберг. 3 мая 1813 г. «из поручиков австрийской службы принят в службу тем же чином — с зачислением по армии и назначением в адъютанты к генерал-лейтенанту графу Вальмодену». При нём прослужил год с небольшим, причём числился по лейб-гвардии конно-егерскому полку, затем он был последовательно переводим в Александрийский Гусарский, лейб-гвардии Уланский и лейб-гвардии Уланский Е. И. Выс. Цесаревича полки.
17 февраля 1817 г. в чине ротмистра он был назначен адъютантом к Цесаревичу Константину Павловичу, 4 октября 1819 г. произведён в полковники с оставлением в прежней должности, а 10 мая 1828 года произведён в генерал-майоры и назначен состоять при Цесаревиче. После смерти великого князя Константина Павловича граф Нессельроде был произведён в генерал-лейтенанты (6.12.1837) и назначен начальником III округа Корпуса жандармов.
По словам князя П. А. Вяземского, с которым Нессельроде был особенно дружен, он и по внешнему виду и по внутренним качествам напоминал средневекового рыцаря. Благородный, правдивый, несколько суровый на вид, отличался редкой сердечностью и высоким сочувствием ко всему прекрасному, образованному и художественному; в частности, он очень любил музыку, которую знал хорошо. Он основательно изучил русский и польский языки и очень интересовался русской и польской литературой.
Выйдя в отставку после 1.07.1844, Нессельроде продолжал жить в Варшаве, где и похоронен на Повонзковском католическом кладбище.

## Семья
С 1821 года был женат на польке Тэкле Наленч-Гурской (1795—1848), сестре Иосифа Горского — камергера двора императора Александра I. Отличалась красотой, бойкостью и чрезвычайной ветреностью, поэтому брак был недолгим. После развода жила в Вильне.
Имела двух дочерей, но только старшую Нессельроде признал своей дочерью, дети воспитывались в Петербурге у родственников.
- Мария Фёдоровна (1823—1874), впоследствии Калерги-Муханова, блестящая пианистка.

## Награды
- Орден Святой Анны 4-й степени (1813)
- Орден Святого Владимира 4-й степени с бантом (1813)
- Орден Святого Станислава 1-й степени (1833)
- Орден Святого Георгия 4-го класса за 25 лет службы в офицерских чинах (1839)
- Орден Святой Анны 1-й степени (1841)
- императорская корона к ордену Святой Анны 1-й степени (1844)

Иностранные:
- шведский орден Меча 4-й степени (Рыцарь I класса) (1814)
- прусский орден Красного орла 2-й степени со звездой (1835)